# 麻栗坡栎
麻栗坡栎（学名：Quercus marlipoensis）是壳斗科栎属的植物，为中国的特有植物。分布于中国大陆的云南等地，生长于海拔1,100米的地区，多生在常绿阔叶混交林中，目前尚未由人工引种栽培。

## 别名
大叶高山栎（云南植物志）